# Notolibellula bicolor
Notolibellula bicolor är en trollsländeart som beskrevs av Günther Theischinger och Wat 1978. Notolibellula bicolor ingår i släktet Notolibellula och familjen segeltrollsländor. Inga underarter finns listade i Catalogue of Life.